# Лепель
Ле́пель (біл. Лепель) — місто в Вітебській області Білорусі. Адміністративний центр Лепельського району.
Населення міста становить 18,7 тис. осіб (2007).
В місті працюють молочноконсервний комбінат, хлібзавод, льонозавод, лісгосп, завод шестерень, ГЕС. Є краєзнавчий музей, будинок ремесел.

## Відомі уродженці
- Василевський Антон (1891—1984) — білоруський письменник (народився у селі Костянка).
- Мотиль Володимир Якович (1927—2010) — російський кінорежисер

## Мережні ресурси
- Lepel // Słownik geograficzny Królestwa Polskiego. — Warszawa : Druk «Wieku», 1884. — Т. V. — S. 149. (пол.)

| Білорусь | Це незавершена стаття з географії Білорусі. Ви можете допомогти проєкту, виправивши або дописавши її. |